# أمية بن عبد شمس
أُمَيَّة بن عبد شمس هو الجد الجامع لبني أمية إحدى بطون قبيلة قريش الكنانيَّة المضريَّة العدنانيَّة.

## نسبه
هو أمية بن عبد شمس بن عبد مناف بن قصي بن كلاب بن مرة بن كعب بن لؤي بن غالب بن فهر بن مالك بن النضر بن كنانة بن خزيمة بن مدركة بن إلياس بن مضر بن نزار بن معد بن عدنان.
أمه هي تعجز بنت عبيد بن رُؤاس بن كلاب. 

## حياته
كان سيداً مطاعاً في مكة وثري ورث تجارة الحبشة بعد وفاة ابيه عبد شمس حفر بئر ماء في مكة وعظم شأنه فيها  كما كان من ضمن وفد مكة برئاسة عبد المطلب بن هاشم لتهنئة سيف بن ذي يزن بطرد الأحباش من اليمن.

## أبناؤه
كان لأمية بن عبد شمس من الولد:
1. حرب بن أمية، سيد قبيلة كنانة في حرب الفجار ضد قبائل قيس عيلان.
2. سفيان بن أمية
3. أبو العاص بن أمية
4. أبو عمرو بن أمية
5. العيص بن أمية
6. أميمة بنت أمية
7. صفية بنت أمية
8. أروى بنت أمية
9. الحارث بن أمية